# Àcid clorogènic
L'àcid clorogènic o àcid clorgènic, en anglès:Chlorogenic acid, és un àcid carboxílic, un membre d'una família de compostos orgànics que es troben en la natura. El produeixen plantes com la del cafè o la patata i -entre moltes altres- també es troba en l'olivera. És un èster de l'àcid cafeic i de l'àcid quínic (5-CQA), és un compost polifenòlic i com tots aquests té una activitat antioxidant.
Etimològicament, clorogènic deriva del grec: khloros χλωρός « verd », genos γένος «naixement » pel fet que aquests àcids donen colors verds quan s'oxiden.
El terme àcids clorogènics designa també una família d'àcids amb estructura química similar a la de l'àcid clorgènic.
La classe dels àcids clorgènics ACG agrupa els compostos formats pels àcids hidroxcinàmics (àcid cafeic, àcid ferúlic, àcid paracumàric, àcid sinàpic, (dimetoxicinàmic) conjugats a l'àcid quínic formen diversos monoèsters.

## Isòmers
Diverses de les seves formes isòmeres es troben a la natura: per exemple n'hi ha en les patates. Entre aquests isòmers hi ha l'àcid neoclorogènic o l'àcid criptoclorogènic.

## Distribució entre les plantes alimentàriess
L'àcid clorogènic (5-ACQ, stricto sensu) és un dels principals compostos fenòlics del cafè i igualment es troba en certes plantes de les quals es pot aïllar de fulles i fruits
En l'alimentació actual el cafè és la font principal d'àcid clorogènic on representa del 5 à 10% del pes de les llavors verdes del cafè. Un litre de cafè aporta de 500 a 800 mg d'àcid clorogènic, correspon a 250–400 mg d'àcid cafeic.
També n'hi ha quantitats importants en la carxofa i l'escarola però no tanta com en el cafè.

## Importància biològica
L'àcid clorogènic particiapa en la síntesi de la lignina.

## Activitat farmacològia
- Té activitat antioxidant que està ben establerta in vitro però no encara en estudi in vivo.[3]
- Activitat ansiolítica i antidepressió, alguns estudis han suggerit un lligam entre l'estrès oxidatiu i l'ansietat

- Diabetis

L'àcid clorogènic retarda la reabsorció intestinal de la glucosa i per tant, el seu pas a la sang
- Activitat antimutàgena, anticancerosa, antivírica,[7] antibacteriana[8] i antifongiques[9]